# 石内九吉郎
石内 九吉郎（いしうち くきちろう、1875年（明治8年）月日不明 - 1951年（昭和26年）1月29日は、元神奈川県足柄下郡箱根町郵便局長。
静岡県駿東郡生まれ。元箱根の旧家で箱根町長を務めた石内為次郎の養子となる。東京専門学校卒。1917年に行われた「東海道駅伝徒歩競走」に影響を受け箱根駅伝を企画し、町長だった養父為次郎の紹介で、神奈川県議会議員・河野治平に駅伝開催の相談を持ちかけた。
子は沼津市立沼津高等学校・中等部を設立した長男の石内直太郎（1957年54歳にて没）と次男の吉見。孫は近畿大学水産研究所所長でクロマグロの完全養殖（近大マグロ）を完成させた宮下盛。

## 参考
- 『箱根宿』箱根長寿会、1996